# Diocèse suburbicaire d'Albano
Le diocèse suburbicaire d'Albano (en latin : Albanensis ; en italien : diocesi suburbicaria di Albano) est l'un des sept diocèses situés proche de Rome (d'où le nom de diocèse suburbicaire) et dépendant du diocèse romain.

## Territoire
Le territoire diocésain s'étend sur les communes d'Albano Laziale, Anzio, Ardea, Ariccia, Ciampino, Genzano di Roma, Lanuvio, Marino, Nemi, Nettuno et Pomezia dans la Ville métropolitaine de Rome Capitale, ainsi que celle d'Aprilia dans la province de Latina. Il comprend en outre le quartier de Santa Palomba, faisant partie du municipio IX de la ville de Rome.
Celui-ci est traditionnellement divisé en trois zones : Colli (« les collines »), Mediana (« médiane ») et Mare (« mer »).
L'ensemble compte 78 paroisses regroupé autour des huit vicariats d'Albano, Anzio, Aprilia, Ariccia, Ciampino, Marino, Nettuno et Pomezia.

## Cathédrale et basiliques
La première basilique mineure du diocèse est la cathédrale Saint-Pancrace (en italien : basilica cattedrale di San Pancrazio Martire) d'Albano Laziale.
Les trois autres basiliques mineures du diocèse sont : la basilique Saint-Barnabé (it) (basilica collegiata di San Barnaba apostolo) de Marino, la basilique Notre-Dame-de-la-Grâce et Sainte Maria Goretti (it) (basilica di Nostra Signora delle Grazie e Santa Maria Goretti) de Nettuno et la basilique Sainte-Thérèse-de-l'Enfant-Jésus (basilica di Santa Teresa del Bambino Gesù) d'Anzio.

## Titulaires

### Cardinal-évêque du titre du diocèse suburbicaire d'Albano
- Saint Bonaventure de Bagnoregio, o.f.m. (3 juin 1273 - 15 juillet 1274)
- Giuseppe Pizzardo (17 novembre 1966 - 1er août 1970)
- Grégoire-Pierre XV Agagianian (22 octobre 1970 - 16 mai 1971)
- Luigi Traglia (15 mars 1972 - 22 novembre 1977)
- Francesco Carpino (27 janvier 1978 - 5 octobre 1993)
- Angelo Sodano (10 janvier 1994 - 27 mai 2022)
- Robert Francis Prevost (6 février 2025 - 8 mai 2025); élu pape sous le nom de Léon XIV
- Luis Antonio Tagle (depuis le 24 mai 2025)

### Évêques d'Albano
Quelques évêques du diocèse : 
- Hugues (†1158), vers 1132, auparavant abbé d'Homblières, le pape Innocent II le fit cardinal, et le sacra à Rome évêque d'Albano, sur le conseil de Dreux ou Drogon, évêque d'Ostie[5].
- Henri de Marcy (vers 1180)[6]
- Pierre de Colmieu (28 mai 1244 - 25 mai 1253), archevêque de Rouen
- Raoul de Grosparmy en 1261 († 1270)
- Pierre de Foix en 1431
- Gustave-Adolphe de Hohenlohe de 1879 à 1884
- Raffaele Macario (29 novembre 1966 - 11 juin 1977)
- Gaetano Bonicelli (11 juin 1977 - 28 octobre 1981)
- Dante Bernini (8 avril 1982 - 13 novembre 1999)
- Agostino Vallini (13 novembre 1999 - 27 mai 2004)
- Marcello Semeraro (1er octobre 2004 - 11 juin 2021)
- Vincenzo Viva (it) (depuis le 11 juin 2021)